# Gorzów Śląski
Gorzów Śląski [ˈgɔʒuf ˈɕlõsci] (deutsch: Landsberg O.S.) ist eine Stadt in der Woiwodschaft Oppeln in Polen. In der Stadt und ihrem Umland lebt eine deutsche Minderheit.

## Geographie
Gorzów Śląski liegt im nordwestlichen Teil Oberschlesiens im Kreuzburger Land. Der Ort liegt im äußersten Norden der Woiwodschaft Oppeln. Ca. neun Kilometer nördlich liegt die Grenze zur Woiwodschaft Łódź. Gorzów Śląski liegt rund 19 Kilometer nördlich der Kreisstadt Olesno und etwa 63 Kilometer nordöstlich der Woiwodschaftshauptstadt Oppeln.
Gorzów Śląski liegt am linken Ufer der Prosna, einem linken Zufluss der Warthe. Der Ort liegt in der Oels-Kreuzberger Ackerebene in einem Talkessel, welcher umgeben ist von zahlreichen Hügeln. Die Region gehörte ursprünglich zu Niederschlesien. Durch den Ort verläuft die überregionale Straße Droga krajowa 45 und die Woiwodschaftsstraße DW487.

## Geschichte

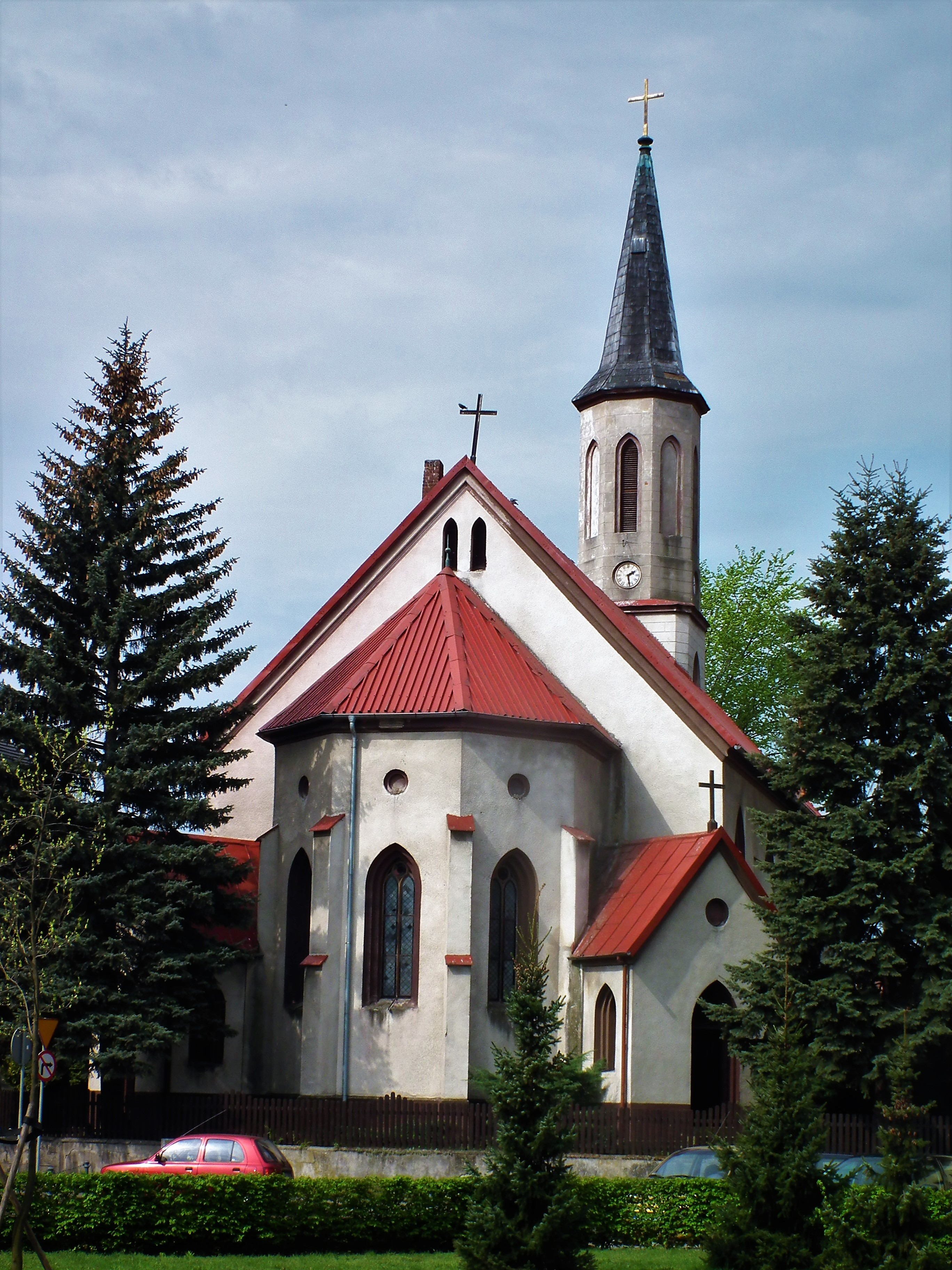
Evangelische Heilig-Kreuz-Kirche – 1857 erbaut

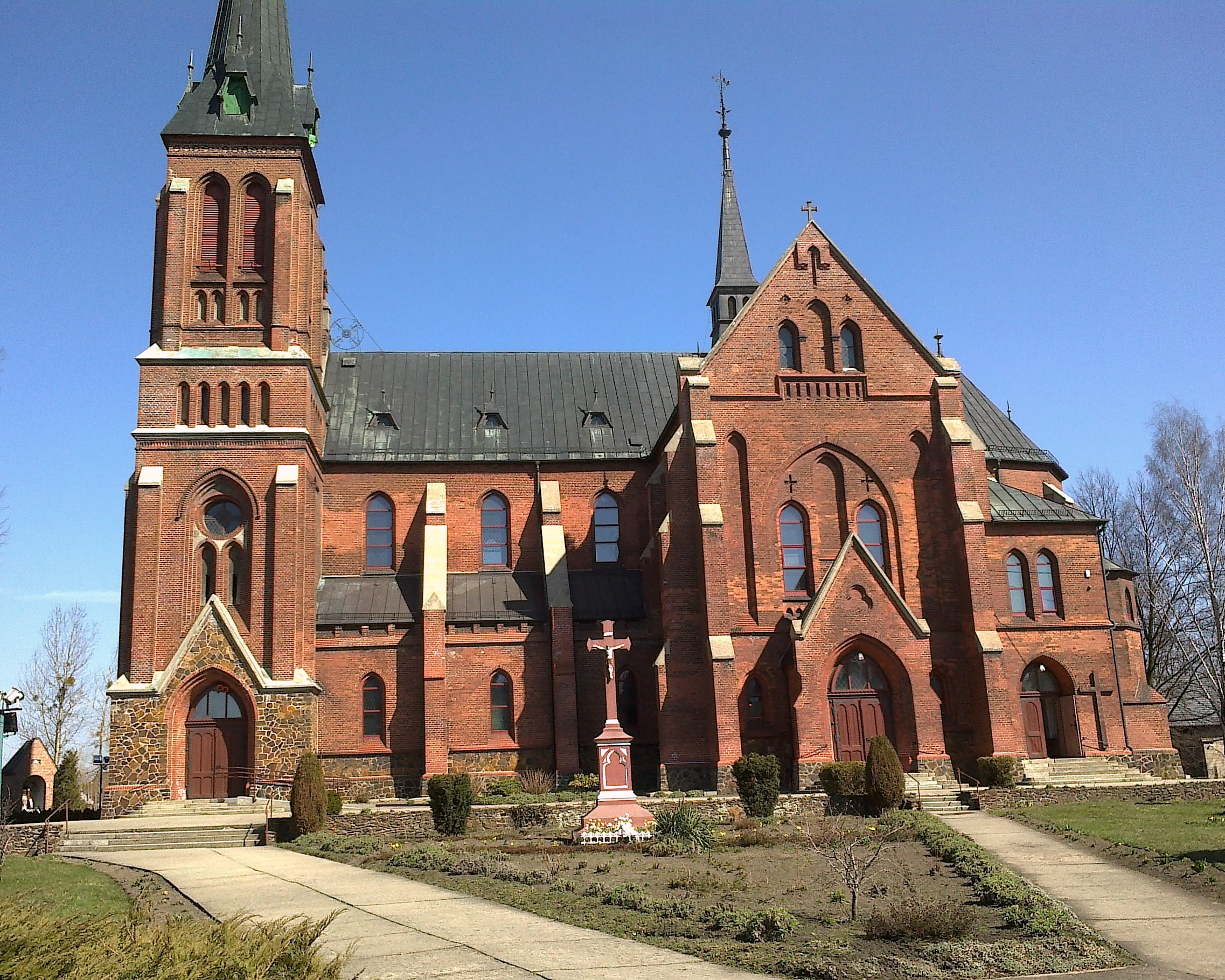
Dreifaltigkeitskirche – zwischen 1894 und 1895 erbaut

Der Ort ist vermutlich schon vor 1270 gegründet worden, da seit dieser Zeit ein Kastellan nachweisbar ist, wobei die genaue Lage der alten Burg, die 1241 als Vorposten im Kampf gegen die Goldene Horde errichtet wurde, nicht bekannt ist. Der Fluss Prosna bildete die historische Grenze zwischen Schlesien und Großpolen, das Gebiet um Landsberg am westlichen Ufer war zu dieser Zeit Teil des Herzogtums Breslau.
Die erste Erwähnung der Stadt Landesberch stat unde hus stammt aus dem Jahre 1294, als Herzog Heinrich V. von Breslau diese Gegend an Herzog Heinrich III. von Glogau abtreten musste. Landsberg kam 1312 zum Herzogtum Oels, 1323 zum Herzogtum Brieg, mit dem es 1329 als ein Lehen an die Krone Böhmen gelangte, schließlich 1368 an das Herzogtum Oppeln. Durch seine Grenzlage hatte Landsberg oft unter Kämpfen zu leiden, 1394 und 1446 fielen die Polen ein und verwüsteten die Stadt.
Im Jahre 1499 erwarb Hans Frankenberg von Proschlitz die Herrschaft Landsberg, die neben der Stadt noch acht weitere Orte umfasste, aus dem Besitz des Herzog Johanns von Oppeln. Bis 1717 gehörte Landsberg dieser Familie.
Das Städtchen, das in regelmäßigen Zügen um einen zentralen Ring angelegt war, besaß wahrscheinlich zu keiner Zeit eine Stadtmauer. Seine Einwohner waren Ackerbürger und Handwerker. 1585 gründeten die Töpfer ihre Zunft, 1630 taten dies auch die Schuhmacher und 1700 die Schneider. Neben diesen Gewerken waren in Landsberg auch mehrere Leinewebermeister ansässig. In der Stadt bestand eine Eisenhütte, die den in der Umgebung abgebauten Keuper-Eisenstein verarbeitete und 1914 stillgelegt wurde.
1696 und 1734 fielen große Teile Landsbergs Stadtbränden zum Opfer. Nach dem Ersten Schlesischen Krieg 1742 fiel Landsberg mit dem größten Teil Schlesien an Preußen. 1804 erwarb Friedrich Ludwig Fürst zu Hohenlohe-Ingelfingen die Herrschaft. 1816 wurde Landsberg Teil des neu errichteten Landkreises Rosenberg.
1845 befanden sich im Dorf eine katholische Kirche, eine Synagoge, ein Schloss, ein Vorwerk sowie weitere 55 Häuser.  Im gleichen Jahr lebten in Landsberg 503 Menschen, davon 79 evangelisch und 40 jüdisch.
Die evangelische Kirchengemeinde errichtete 1857 eine Kirche. 1865 wurde in Landsberg die Synagoge eingeweiht. 1895 ersetzte die katholische Gemeinde die hölzerne Trinitatiskirche durch einen festen Bau.
Landsberg lebte vor allem vom Grenzhandel mit Polen und besaß 1830 das Recht zur Abhaltung von sechs Jahrmärkten. 1896 nahm die Rasende Pauline genannte Schmalspurbahn nach Rosenberg ihren Betrieb auf, die 1916 in die andere Richtung bis in das polnische Wieluń ausgebaut wurde. 1899 entstand die Eisenbahngrenzstation Zawisna vier Kilometer nördlich von Landsberg gegenüber der polnischen Grenzstadt Praszka. Nach dem Ersten Weltkrieg verlor die Stadt an Bedeutung, der Durchzug von Saisonarbeitern ging deutlich zurück, und der Grenzhandel kam zum Erliegen.
In den Jahren 1926 bis 1928 erfolgte der Umbau der Eisenbahnverbindung auf Normalspur. Das angrenzende Dorf Landsberg wurde 1929 in die Stadt eingemeindet. 1930 erwarb die Oberschlesische Landgesellschaft das südlich der Stadt gelegene Rittergut Landsberg von den Fürsten zu Hohenlohe und errichtete dort eine Siedlung. In der Reichspogromnacht am 9. November 1938 wurde die örtliche Synagoge in Brand gesteckt. Die Reste des Gebäudes wurden wenig später abgetragen.
Als Folge des Zweiten Weltkrieges fiel Landsberg 1945 zusammen mit fast ganz Schlesien an Polen und wurde in Gorzów Śląski umbenannt. Zur Stadt gehört der Stadtteil Więckowice Nowe (Wienskowitz, 1936–1945: Wiesbach O.S.).
Laut der Volkszählung in Polen von 2002 gehören 17,0 % der Gemeindebevölkerung der deutschen Minderheit an, weitere 2,6 % bezeichneten sich als Schlesier. Der Anteil der Deutschstämmigen liegt aber wohl deutlich höher nicht zuletzt da 489 Personen (6,2 %) keine Angaben zu ihrer Nationalität machten.

### Einwohnerentwicklung
| Jahr | Einwohnerzahl |
| ---- | ------------- |
| 1787 | 0663          |
| 1825 | 0818          |
| 1828 | 0848          |
| 1905 | 1107          |
| 1928 | 1258          |
| 1939 | 3049          |
| 1961 | 2461          |
| 1970 | 2600          |

## Sehenswürdigkeiten

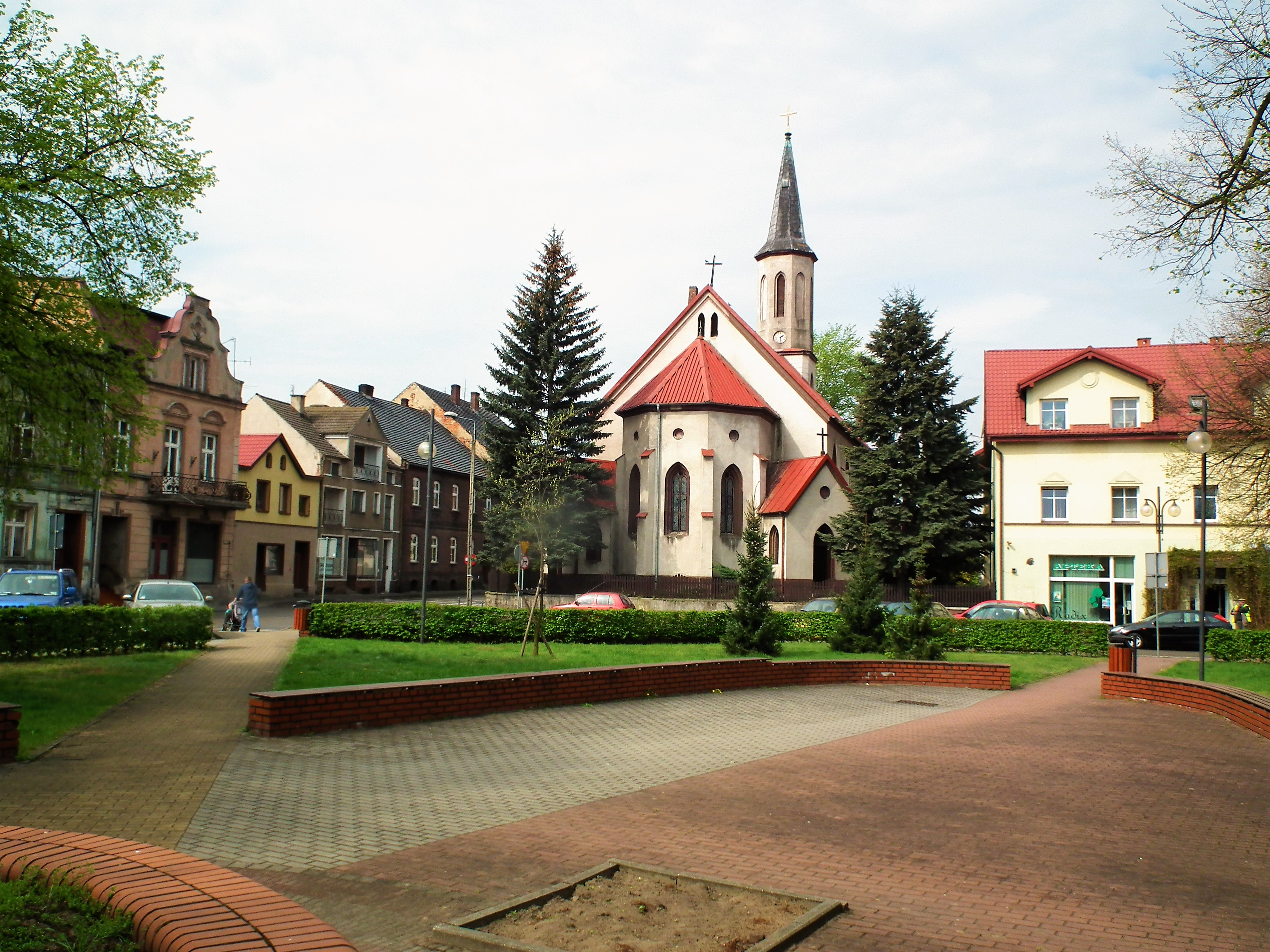
Ring mit evangelischer Kirche

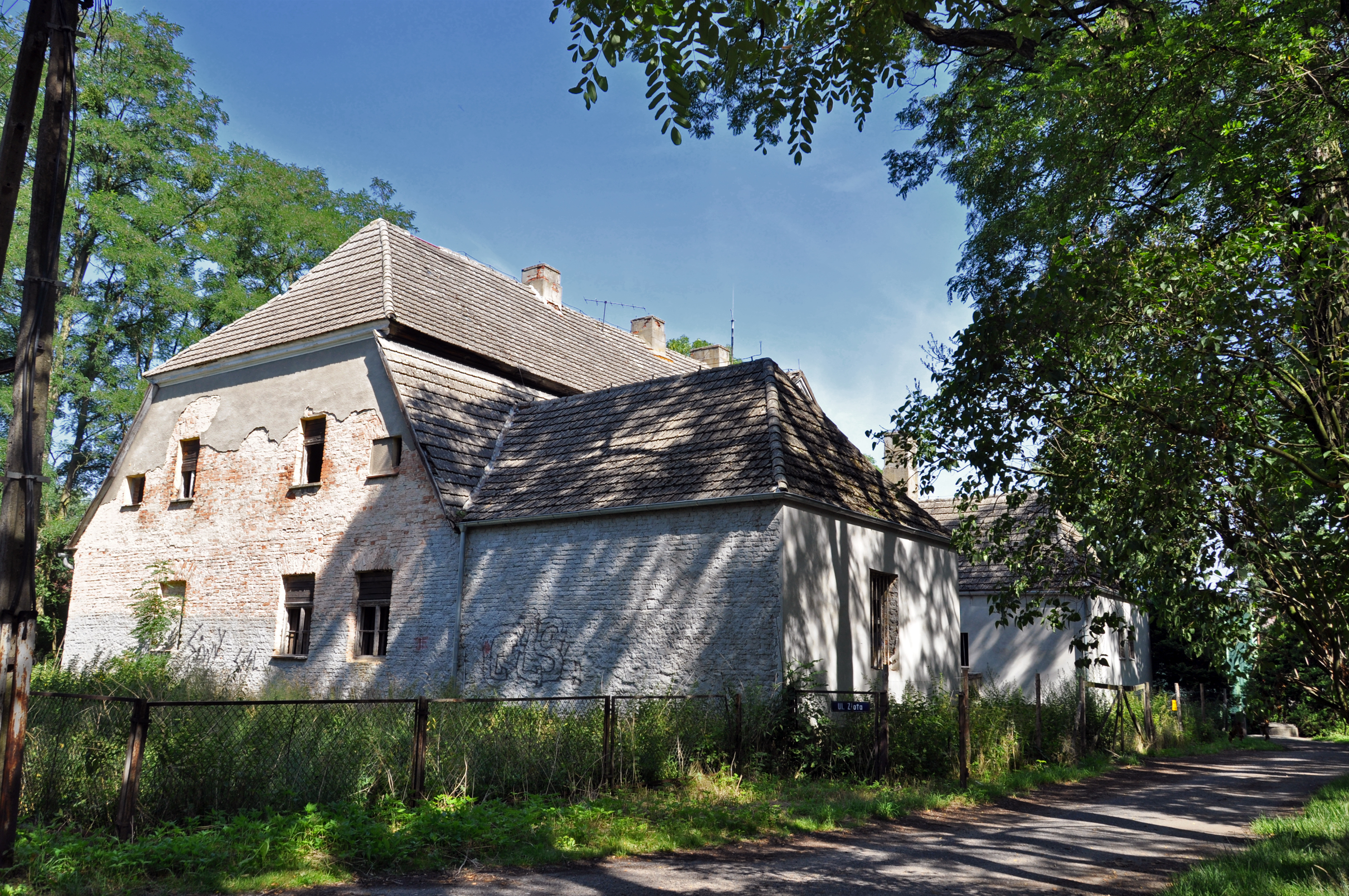
Gutshaus an der ul. Złota

### Dreifaltigkeitskirche
Die römisch-katholische Dreifaltigkeitskirche wurde zwischen 1894 und 1895 im neogotischen Stil erbaut. Das Gotteshaus besitzt einen kreuzförmigen Grundriss mit einer Länge von knapp 34 Metern und einer Breite von 26,54 Meter. Der westlich liegende Glockenturm hat eine Höhe von 58 Metern. Die Glocken wurden 1943 eingeschmolzen. Während des Krieges wurde die Kirche teilweise beschädigt. Die Schäden konnten bis 1949 behoben werden. 1951 bekam die Dreifaltigkeitskirche neue Glocken.
Im Innenraum befindet sich der im Stil der Neogotik entworfene Hauptaltar. Dieser besitzt ein Gemälde der Dreifaltigkeit, welches 1918 von R. Richter-Glatz hergestellt wurde. Der Kreuzweg stammt von der Münchener Firma F. Gypsena und wurde 1923 angebracht.

### Evangelische Heilig-Kreuz-Kirche
Die evangelische Gemeinde in Landsberg wurde am 1. April 1852 gebildet. Am 7. August 1855 wurde der Grundstein für die evangelische Kirche an der Südwestecke des Rings gelegt. 1857 wurde der Bau fertiggestellt. Die Weihe der Kirche fand am 8. Oktober 1857 statt. Letzter deutscher Pfarrer der evangelischen Gemeinde in Landsbergs war Pfarrer Adolf Winkelmann. In den 1990er Jahren wurde die Kirche grundlegend restauriert.

### Weitere Sehenswürdigkeiten
- Am Ring (Rynek) haben sich einige Bürgerhäuser aus dem 18. und 19. Jahrhundert erhalten, darunter das Haus Nr. 4.
- Ehemaliges Empfangsgebäude des Bahnhofes
- Gutshaus an der ul. Złota

## Söhne und Töchter der Stadt
- Julius Landsberger (1821–1894), Rabbiner
- Nathanael Pringsheim (1823–1894), deutscher Botaniker
- Heinrich von Aulock (1824–1885), Mediziner und Mitglied des Reichstags
- Siegfried Mühsam (1838–1915), Apotheker und Chemiker, Vater von Erich Mühsam
- Gertrude Guillaume-Schack (1845–1903), Frauenrechtlerin
- Fritz Emde (1873–1951), Professor für Theoretische Elektrotechnik
- Herbert Weichmann (1896–1983), deutscher Politiker
- Götz Gode (1905–1969), deutscher Schriftsteller
- Friedhelm Winkelmann (1929–2025), deutscher Theologe
- Rainer Klinke (1936–2008), deutscher Mediziner, Neurophysiologe und Hochschullehrer
- Leopold Döhner (1932–2021), deutscher Virologe und Hochschullehrer

## Gmina
Die Stadt-und-Land-Gemeinde Gorzów Śląski umfasst ein Gebiet von 154,12 km² mit 7750 Einwohnern (2005).